# Polaroid

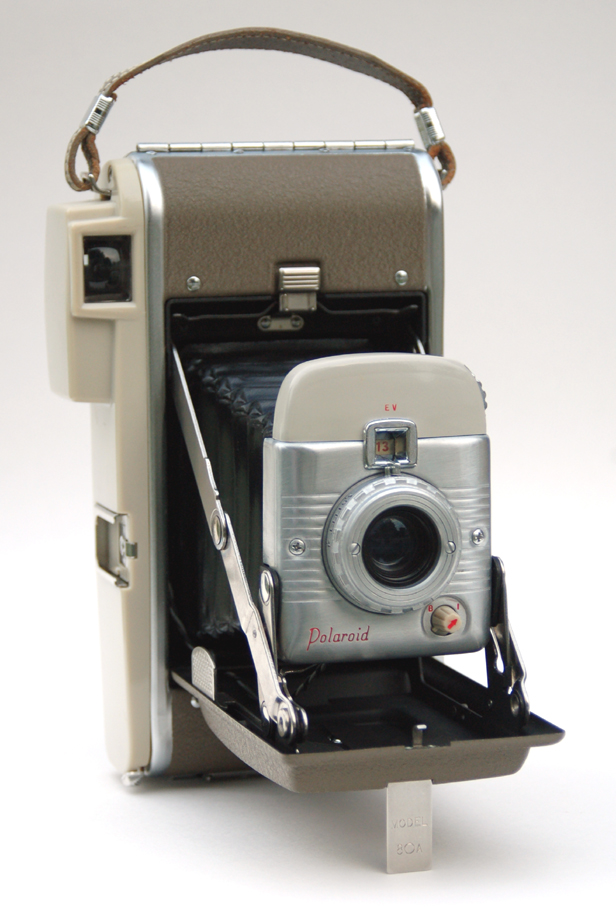
Polaroid Highlander Model 80A

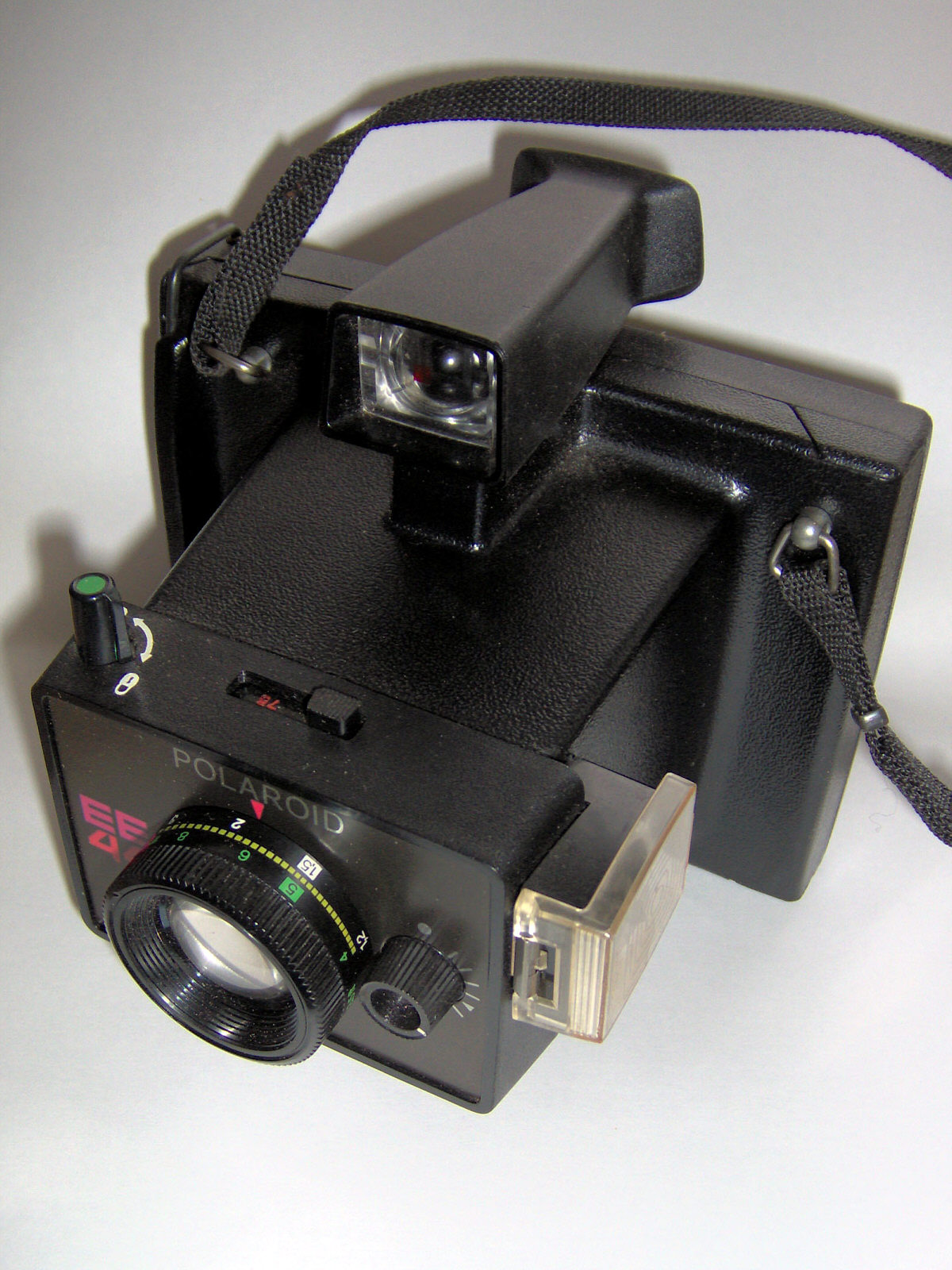
Polaroid Electric Eye 44

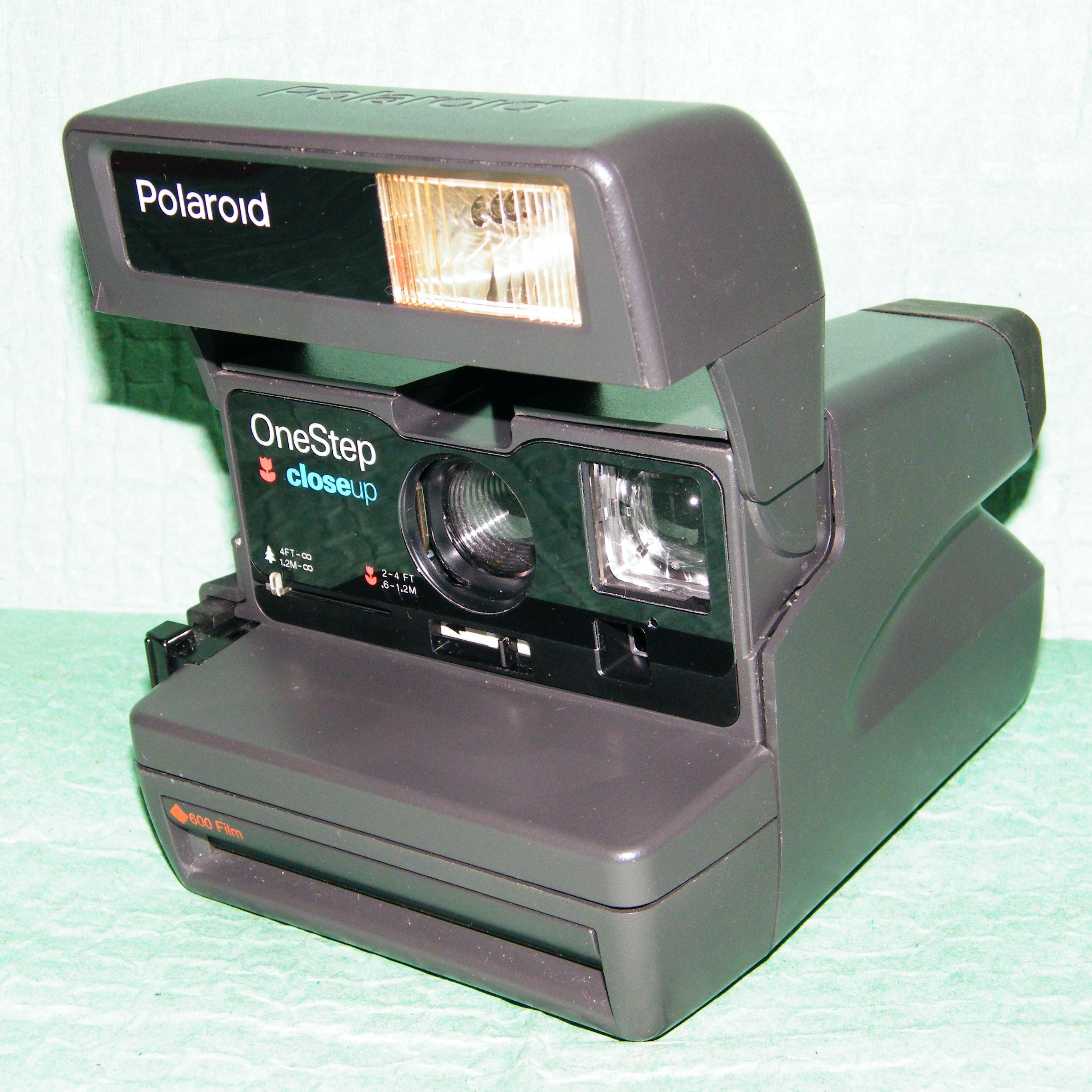
Polaroid 636 Closeup производился по лицензии в СССР

Polaroid Corporation (произн. Поларо́ид) — американская компания, занимавшаяся производством фототехники и бытовой электроники (LCD-телевизоры, портативные DVD-плееры, цифровые фоторамки), а также очков, разведаппаратуры и разнообразной продукции военного назначения. Наиболее широко известна как разработчик и производитель фотокомплектов одноступенного фотопроцесса, а также фотоаппаратов для съёмки на эти комплекты. Polaroid оказался настолько тесно связан с понятием моментальной фотографии, что его бренд долгое время использовался для обозначения самой технологии и снимков, которые называли «полароидными».

## История
Основатель компании Polaroid, доктор Эдвин Лэнд родился в 1909 году в Бриджпорте (штат Коннектикут). Его дедушка и бабушка Соломоновичи эмигрировали в США из Российской империи в 1880-х годах. С раннего детства Эдвин Лэнд экспериментировал со светом, калейдоскопами и стереоскопами, что позволило ему уже в 1929 году, будучи студентом Гарвардского университета, разработать и сконструировать первый в мире поляризующий материал для коммерческих нужд. Он стал первым, кто использовал принципы поляризации во многих потребительских товарах: настольных лампах, 3D-очках, ЖК-экранах для калькуляторов и компьютеров, и, наконец, солнцезащитных очках. По количеству полученных патентов на изобретения — 535 — доктор Эдвин Лэнд уступал только Томасу Эдисону. За вклад в развитие отечественной науки в 1963 году Эдвин Лэнд был удостоен высшей гражданской награды США — Президентской Медали Свободы.
Компания Polaroid была образована в 1936 году, и первая пара очков была продана уже в конце 1930-х годов. Спрос возрастал, и вскоре продукция Polaroid пересекла границы Европы и Азии. В 1948 году фирма Polaroid производит фотоаппараты, которые сразу после съёмки выдают готовый снимок. Для этого фирма выпускала специальные аппараты и специальные кассеты к ним. Кассета содержит фотографический материал или комбинацию из фотографических материалов и реактивов, дающих в результате позитивный снимок на бумажной подложке. Именно это изобретение принесло компании широкую известность, хотя на её счету многие не менее важные изобретения: тепловизор и т. д., во время этого продуктивного периода компания заслужила звание «фабрики изобретений». Пик популярности фотоаппаратов фирмы пришёлся на 1980—1990-е годы. С 1977 по 1979 год компания выпускала и обращаемую киноплёнку формата Super 8 (Polavision), а c 1983 года — аналогичную 35-мм обращаемую фотоплёнку Polachrome. К 2000 году продукция компании перестала выдерживать конкуренцию с цифровой фотографией.
11 октября 2001 года Polaroid начала свою первую процедуру банкротства. В течение года после этого большая часть бизнеса Polaroid была продана компании Imaging Corporation, принадлежавшей Bank One Corporation.
В 2003 году компания вышла на рынок бытовой электроники и начала выпускать портативные DVD-плееры и LCD-телевизоры.
В апреле 2005 года компания PGW приобрела Polaroid за 426 миллионов долларов у фирмы Imaging Corporation.
Компания Polaroid 19 декабря 2008 года объявила себя банкротом, прибегнув к 11-й статье закона США о банкротстве. В самой компании говорят, что банкротство носит технический характер и Polaroid продолжит работать, а 11-я статья позволит компании провести финансовую реструктуризацию.
В январе 2009 года на выставке CES 2009 компания показала цифровой фотоаппарат «Polaroid PoGo Instant Digital Camera». Отличительной особенностью этой модели является встроенный в неё цветной принтер. Таким образом, компания пытается возродить интерес к моментальной фотографии в эпоху цифровых технологий.
5 января 2010 года креативным директором Polaroid стала певица Lady Gaga, и в январе 2011 года были представлены первые плоды их сотрудничества — новый модельный ряд Polaroid Grey Label и первый продукт этой линейки — портативный принтер Polaroid GL10.
В 2012 году компания Polaroid вернулась на российский рынок с новыми моментальными фотокамерами — Polaroid Z340 и Polaroid PIC300, а также упомянутым выше карманным принтером Polaroid GL10.
22 декабря 2014 года 65 % акций компании Polaroid были проданы всего за $70 млн. Покупателем остатков величия Polaroid стала американская семья Pohlad из Миннесоты, которой принадлежит инвестиционный фонд Marquette Companies.

## Продукция

### Продукция гражданского назначения
Список фотоаппаратов Polaroid

Список видеокамер Polaroid

### Продукция военного и специального назначения
Среди продуктов компании, разработанных и производившихся для Вооружённых сил США:
- Управляемые ракеты класса «воздух-поверхность» и управляемые авиабомбы (разрабатывались на начальном этапе амер. ракетной программы в годы Второй мировой войны и послевоенные годы, к 1950-м гг. Polaroid в силу трудоёмкости производственного цикла ракет и необходимости закупок ракетных двигателей, топлива и целого ряда компонентов у других компаний, с собственных ракетных проектов переключилась на разработку и производство оптических деталей ракет по субподряду для других ракетостроительных компаний)

- SX-68/SX-69 Podak — засекреченный проект, начатый 18 декабря 1943 г. совместно с Eastman Kodak (отсюда и название «Podak» = «Polaroid-Kodak»)
- УРВП SX-70 Dove — первая или одна из первых в мировой военной истории ракет с ИК ГСН для вооружения самолётов палубной авиации флота (работы начаты в 1943 году Бостонским опытно-конструкторским бюро компании на Бруклайн авеню, на НИОКР из бюджета было выделено $7 млн, то есть ок. $98,5 млн в совр. исчислении — крупнейший контракт за всю историю компании, на вооружение не принимались, проект закрыт в 1946 году, наработки переданы Eastman Kodak)

- Оптические головки самонаведения управляемых ракет
- Аппаратура воздушно-космической и авиационной разведки[12] (разработка которых началась по инициативе генерала Джеймса Дулиттла, который усматривал большой потенциал для развития средств разведки в этой направлении)[13]
- Аппаратура трёхмерной фотосъёмки местности и стереоскопической визуализации снимков (для пилотов бомбардировщиков периода войны)
- Аппаратура артиллерийской инструментальной разведки
- Инфракрасные прицелы, ночные прицелы, приборы ночного видения (подразделение военной оптики выросло из линии по производству солнцезащитных очков для горнолыжников)[14]
- Прицельные приспособления различного типа, дальномеры, дальномер-прицелы[15]

Для полицейских структур и маршальских служб производятся:
- Средства фото- и видеофиксации для протоколирования обстановки при осмотре места происшествия
- Средства видеонаблюдения и обеспечения безопасности охраняемых и режимных объектов[16]

В годы войны при штаб-квартире компании действовала Кембриджская школа военных фотографов (Polaroid War School), готовившая кадры для разведывательных эскадрилий ВВС Армии США и других военных специальностей (к началу 1944 года было подготовлено и проэкзаменовано свыше пятисот курсантов). Побочные продукты разработки военных лаборантов подчас имели важное значение в медицине и других сферах. Так, например, двое химиков из военных лабораторий компании Уильям Дёринг и Роберт Вудворд (будущий нобелевский лауреат по химии) на основе синтезированного ими хинина разработали средства защиты от малярии для американских войск сражавшихся на Тихоокеанском и Бирманском театрах военных действий, а также массу других полезных инноваций.

## Примечание
1. ↑  Polaroid начал процедуру банкротства. Вести.ру (19 декабря 2008). Дата обращения: 12 июля 2009. Архивировано 15 февраля 2016 года.
2. ↑  В 2009 году Polaroid воскресит мгновенную фотографию. Podrobnosti.ua (11 февраля 2009). Дата обращения: 12 июля 2009. Архивировано 17 марта 2010 года.
3. ↑  Lady Gaga Named Creative Director for Specialty Line of Polaroid Imaging Products. polaroid.com (5 января 2010). Дата обращения: 23 августа 2012. Архивировано 19 октября 2012 года.
4. ↑  Polaroid and Lady Gaga Announce the New GL10 Instant Mobile Printer. polaroid.com (6 января 2011). Дата обращения: 23 августа 2012. Архивировано 19 октября 2012 года.
5. ↑  Обзор камеры Polaroid: возвращение легенды. Zoom.CNews.ru (5 марта 2012). Дата обращения: 23 августа 2012. Архивировано 19 июля 2012 года.
6. ↑  Падение великой компании — Взлеты и падения — Olligator.ru. Дата обращения: 28 декабря 2014. Архивировано 28 декабря 2014 года.
7. 1 2  Wensberg, 1987, p. 86.
8. ↑  Wensberg, 1987, p. 89.
9. ↑  Wensberg, 1987, pp. 77—80.
10. ↑  Wensberg, 1987, p. 79.
11. ↑  Wensberg, 1987, p. 80.
12. ↑  Wensberg, 1987, pp. 111—113.
13. ↑  Wensberg, 1987, p. 111.
14. ↑  Wensberg, 1987, p. 71.
15. ↑  Wensberg, 1987, p. 74.
16. ↑  Wensberg, 1987, p. 179.